# Pinan (kata)
I Kata Pinan (平安?)  sono una serie di cinque forme a mani nude insegnate in molti stili del karate.  Il kata Pinan ha origine ad Okinawa e fu adottati da Anko Itosu da grandi kata come: Kusanku e Gojūshiho in forme adeguate per insegnare il karate ai ragazzi.  Quando Gichin Funakoshi portò il karate in Giappone, rinominò i kata in Heian, che si traduce come: "mente pacifica". La traduzione cinese di Pinan è "sicuro dal braccio" (un modo per dire "va' a casa sicuro"). Nei sistemi di Karate coreano, (Tang Soo Do), vengono inoltre praticati questi kata; venendo chiamati: "Pyungan", che equivale alla pronuncia coreana del termine "pin-an". 
I kata Pinan (o Heian) sono propri degli stili di karate: Shito-Ryu, Shotokan e Wado-Ryu.

## Storia
Il kata Pinan fu introdotto nel sistema di insegnamento di Okinawa agli inizi del 1900, venendo successivamente adottati da molti insegnanti e da diverse scuole. Pertanto, essi sono oggi presenti negli insegnamenti dei vari: Shitō-ryū, Wadō-ryū, Shōrin-ryū, Isshin-ryū, Kobayashi-ryū, Kyokushin Shōrei-ryū, Shotokan, Matsubayashi-ryū, Shūkōkai, Kosho-ryū Kempo, e di molti altri stili.
Una delle leggende che circondano la storia delle rivendicazioni del kata Pinan narrerebbe che Ankō Itosu avrebbe imparato il kata da un uomo cinese che viveva ad Okinawa. Questo kata veniva chiamato: "Chiang Nan" dall'uomo cinese . Il modulo è conosciuto come "Channan" che è una approssimazione Okinawense/Giapponese della pronuncia cinese. La forma originale del kata Channan è andata perduta.
Itosu divise il lungo kata Channan, in 5 parti che riteneva sarebbero stati facili da imparare. 

Pertanto oggi i kata  Pinan sono cinque: 
- Pinan Shodan
- Pinan Nidan
- Pinan Sandan
- Pinan Yondan
- Pinan Godan

Negli stili di karate ove hanno il nuovo nome Heian, essi sono così chiamati:
- Heian Shodan
- Heian Nidan
- Heian Sandan
- Heian Yondan
- Heian Godan